# الدار البيضاء (محافظة رنية)
الدار البيضاء قرية سعودية، تتبع محافظة رنية بمنطقة مكة المكرمة. تقع في شرق مدينة الطائف بمسافة نحو ()[ما هي؟]
```
كم.
[
1
]
```